# Elecciones municipales de 1931 en Úbeda
Las Elecciones municipales de 1931 se celebraron el 12 de abril de 1931 en toda España. En el municipio de Úbeda, Jaén se eligen 25 concejales. Tras 8 años de dictadura de Primo de Rivera y el fracaso del «dictablanda» de Berenguer se celebran los primeros comicios a nivel municipal en todo el territorio nacional. Estas elecciones fueron ganadas por la coalición electoral realizada por partidos socialistas y antimonárquicos en la gran mayoría de capitales de provincia y núcleos urbanos de España, como también sucedió en Úbeda, frente a los resultados de la España rural donde vencieron los partidos monárquicos. Este hecho desató que los partidarios de la república consideraran estos resultados como un plebiscito. La monarquía de Alfonso XIII acaba cayendo y el monarca marcha al exilio. El 14 de abril de 1931 se proclama la II República Española.

## Resultados
La candidatura de la Conjunción Republicana-Socialista formada por el Partido Socialista Obrero Español y el Partido Republicano Radical obtuvo la mayoría con 14 concejales —ocho socialistas, tres republicanos de Azaña, un radical de Lerroux y dos de la derecha republicana— frente a los 11 que consiguieron los constitucionalistas. El Partido Liberal y la Unión Monárquica Nacional no obtiene representación.

### Resultados por distritos
| Distrito (concejales)       | Grupo político                                    | Candidatos                                        | Electo                                            | Partido político                                  | Votos |
| --------------------------- | ------------------------------------------------- | ------------------------------------------------- | ------------------------------------------------- | ------------------------------------------------- | ----- |
| Distrito 1.º (6 concejales) | CRS                                               | Ildefonso Moreno Biedma                           | [E]                                               | Partido Republicano Radical (PRR)                 | 401   |
| Distrito 1.º (6 concejales) | CRS                                               | Cayetano Vico López                               | [E]                                               | Acción Republicana (AR)                           | 398   |
| Distrito 1.º (6 concejales) | CRS                                               | Antonio Cruz Ruiz                                 | [E]                                               | Partido Socialista Obrero Español (PSOE)          | 397   |
| Distrito 1.º (6 concejales) | CRS                                               | Agustín Quesada Prieto                            | [E]                                               | Partido Socialista Obrero Español (PSOE)          | 390   |
| Distrito 1.º (6 concejales) | PCC                                               | Sebastián Merino Rodríguez                        | [E]                                               | Partido de Centro Constitucional (PCC)            | 268   |
| Distrito 1.º (6 concejales) | PCC                                               | Pedro Pasquau Saro                                | [E]                                               | Partido de Centro Constitucional (PCC)            | 267   |
| Distrito 1.º (6 concejales) | PCC                                               | Rafael Moreno Pasquau                             |                                                   | Partido de Centro Constitucional (PCC)            | 263   |
| Distrito 1.º (6 concejales) | PCC                                               | Baltasar Bellón Gallego                           |                                                   | Partido de Centro Constitucional (PCC)            | 256   |
| Distrito 1.º (6 concejales) | PL                                                | Emilio La Moneda García                           |                                                   | Partido Liberal (PL)                              | 216   |
| Distrito 1.º (6 concejales) | PL                                                | Felipe Ordóñez Sandoval                           |                                                   | Partido Liberal (PL)                              | 205   |
| Distrito 1.º (6 concejales) | PL                                                | Juan Valero Martínez                              |                                                   | Partido Liberal (PL)                              | 205   |
| Distrito 1.º (6 concejales) | PL                                                | Eloy García Fernández                             |                                                   | Partido Liberal (PL)                              | 202   |
| Distrito 1.º (6 concejales) | UMN                                               | José María Orozco                                 |                                                   | Unión Monárquica Nacional (UMN)                   | 31    |
| Distrito 1.º (6 concejales) | CRS 1586 \| PCC 1 054 \| PL 828 \| UMN 31         | CRS 1586 \| PCC 1 054 \| PL 828 \| UMN 31         | CRS 1586 \| PCC 1 054 \| PL 828 \| UMN 31         | CRS 1586 \| PCC 1 054 \| PL 828 \| UMN 31         | 3499  |
| Distrito 2.º (6 concejales) | CRS                                               | Pedro Fernández Hernández                         | [E]                                               | Derecha Liberal Republicana (DLR)                 | 306   |
| Distrito 2.º (6 concejales) | CRS                                               | Cristóbal Molina Cabrera                          | [E]                                               | Partido Socialista Obrero Español (PSOE)          | 306   |
| Distrito 2.º (6 concejales) | CRS                                               | Lorenzo Juan Ruiz                                 | [E]                                               | Partido Socialista Obrero Español (PSOE)          | 302   |
| Distrito 2.º (6 concejales) | CRS                                               | Baltasar López Ruiz                               | [E]                                               | Partido Socialista Obrero Español (PSOE)          | 300   |
| Distrito 2.º (6 concejales) | PCC                                               | Tito Molina González                              | [E]                                               | Partido de Centro Constitucional (PCC)            | 207   |
| Distrito 2.º (6 concejales) | PCC                                               | Diego Díaz Madrid                                 | [E]                                               | Partido de Centro Constitucional (PCC)            | 206   |
| Distrito 2.º (6 concejales) | PCC                                               | Antonio García Molina                             |                                                   | Partido de Centro Constitucional (PCC)            | 204   |
| Distrito 2.º (6 concejales) | PCC                                               | Luis Sánchez Ruiz                                 |                                                   | Partido de Centro Constitucional (PCC)            | 200   |
| Distrito 2.º (6 concejales) | PL                                                | Mateo López Gómez                                 |                                                   | Partido Liberal (PL)                              | 110   |
| Distrito 2.º (6 concejales) | PL                                                | José Lozano                                       |                                                   | Partido Liberal (PL)                              | 109   |
| Distrito 2.º (6 concejales) | PL                                                | Luis Redondo                                      |                                                   | Partido Liberal (PL)                              | 108   |
| Distrito 2.º (6 concejales) | PL                                                | Luis Bonachera Arias                              |                                                   | Partido Liberal (PL)                              | 108   |
| Distrito 2.º (6 concejales) | UMN                                               | Antonio Hidalgo                                   |                                                   | Unión Monárquica Nacional (UMN)                   | 9     |
| Distrito 2.º (6 concejales) | CRS 1216 \| PCC 817 \| PL 435 \| UMN 9            | CRS 1216 \| PCC 817 \| PL 435 \| UMN 9            | CRS 1216 \| PCC 817 \| PL 435 \| UMN 9            | CRS 1216 \| PCC 817 \| PL 435 \| UMN 9            | 2477  |
| Distrito 3.º (5 concejales) | PCC                                               | Antonio de la Blanca de la Torre                  | [E]                                               | Partido de Centro Constitucional (PCC)            | 296   |
| Distrito 3.º (5 concejales) | PCC                                               | Nicolás Vázquez Fernández                         | [E]                                               | Partido de Centro Constitucional (PCC)            | 292   |
| Distrito 3.º (5 concejales) | PCC                                               | Francisco Fernández Albandoz                      | [E]                                               | Partido de Centro Constitucional (PCC)            | 292   |
| Distrito 3.º (5 concejales) | CRS                                               | Lucas Sanjuán Salas                               | [E]                                               | Derecha Liberal Republicana (DLR)                 | 258   |
| Distrito 3.º (5 concejales) | CRS                                               | Ildefonso Sarmiento García                        | [E]                                               | Partido Socialista Obrero Español (PSOE)          | 255   |
| Distrito 3.º (5 concejales) | CRS                                               | Ramón Árcija Madrid                               |                                                   | Partido Socialista Obrero Español (PSOE)          | 248   |
| Distrito 3.º (5 concejales) | PL                                                | Diego Anguís Cuadra                               |                                                   | Partido Liberal (PL)                              | 128   |
| Distrito 3.º (5 concejales) | PL                                                | Gaspar Salas Almagro                              |                                                   | Partido Liberal (PL)                              | 118   |
| Distrito 3.º (5 concejales) | PL                                                | Pascual Miñarro Carvajal                          |                                                   | Partido Liberal (PL)                              | 116   |
| Distrito 3.º (5 concejales) | UMN                                               | Juan Ramón de la Cuadra                           |                                                   | Unión Monárquica Nacional (UMN)                   | 14    |
| Distrito 3.º (5 concejales) | PCC 880 \| CRS 762 \| PL 362 \| UMN 14            | PCC 880 \| CRS 762 \| PL 362 \| UMN 14            | PCC 880 \| CRS 762 \| PL 362 \| UMN 14            | PCC 880 \| CRS 762 \| PL 362 \| UMN 14            | 2018  |
| Distrito 4.º (4 concejales) | PCC                                               | Baltasar Lara Navarrete                           | [E]                                               | Partido de Centro Constitucional (PCC)            | 289   |
| Distrito 4.º (4 concejales) | PCC                                               | Andrés Martínez Villar                            | [E]                                               | Partido de Centro Constitucional (PCC)            | 280   |
| Distrito 4.º (4 concejales) | PCC                                               | José María Dueñas Herrera                         | [E]                                               | Partido de Centro Constitucional (PCC)            | 273   |
| Distrito 4.º (4 concejales) | CRS                                               | Blas Duarte Ortiz                                 | [E]                                               | Partido Socialista Obrero Español (PSOE)          | 262   |
| Distrito 4.º (4 concejales) | CRS                                               | Francisco Dionisio Leiva Almagro                  |                                                   | Partido Republicano Radical Socialista (PRRS)     | 251   |
| Distrito 4.º (4 concejales) | CRS                                               | Ramón Márquez Banquerí                            |                                                   | Partido Socialista Obrero Español (PSOE)          | 250   |
| Distrito 4.º (4 concejales) | PL                                                | Ramón Díaz Catena                                 |                                                   | Partido Liberal (PL)                              | 176   |
| Distrito 4.º (4 concejales) | PL                                                | Juan Díaz Guerrero                                |                                                   | Partido Liberal (PL)                              | 174   |
| Distrito 4.º (4 concejales) | PL                                                | Rafael Navajas de Castro                          |                                                   | Partido Liberal (PL)                              | 149   |
| Distrito 4.º (4 concejales) | UMN                                               | Juan Romera                                       |                                                   | Unión Monárquica Nacional (UMN)                   | 13    |
| Distrito 4.º (4 concejales) | PCC 842 \| CRS 753 \| PL 449 \| UMN 13            |                                                   |                                                   |                                                   |       |
| Distrito 5.º (4 concejales) | CRS                                               | Francisco Pozas Gómez                             | [E]                                               | Partido Socialista Obrero Español (PSOE)          | 223   |
| Distrito 5.º (4 concejales) | CRS                                               | Juan Cuadra Catena                                | [E]                                               | Acción Republicana (AR)                           | 222   |
| Distrito 5.º (4 concejales) | PCC                                               | José Muñoz Redondo                                | [E]                                               | Partido de Centro Constitucional (PCC)            | 212   |
| Distrito 5.º (4 concejales) | CRS                                               | Pedro Pérez Olivares                              | [E]                                               | Acción Republicana (AR)                           | 210   |
| Distrito 5.º (4 concejales) | PCC                                               | Pedro Ráez Quesada                                |                                                   | Partido de Centro Constitucional (PCC)            | 205   |
| Distrito 5.º (4 concejales) | PCC                                               | Juan Moreno Rus                                   |                                                   | Partido de Centro Constitucional (PCC)            | 197   |
| Distrito 5.º (4 concejales) | PL                                                | Martín Pérez Cuadra                               |                                                   | Partido Liberal (PL)                              | 174   |
| Distrito 5.º (4 concejales) | PL                                                | Miguel Sánchez Hidalgo                            |                                                   | Partido Liberal (PL)                              | 170   |
| Distrito 5.º (4 concejales) | PL                                                | Juan Fernández Madrid                             |                                                   | Partido Liberal (PL)                              | 168   |
| Distrito 5.º (4 concejales) | Independiente                                     | José Garrido                                      |                                                   | Candidato independiente (Ind.)                    | 31    |
| Distrito 5.º (4 concejales) | UMN                                               | Rafael Bédmar                                     |                                                   | Unión Monárquica Nacional (UMN)                   | 10    |
| Distrito 5.º (4 concejales) | CRS 655 \| PCC 614 \| PL 512 \| Ind. 31 \| UMN 10 | CRS 655 \| PCC 614 \| PL 512 \| Ind. 31 \| UMN 10 | CRS 655 \| PCC 614 \| PL 512 \| Ind. 31 \| UMN 10 | CRS 655 \| PCC 614 \| PL 512 \| Ind. 31 \| UMN 10 | 1822  |

## Candidaturas
| Partido                                 | Listas de candidaturas proclamadas | Cabeza de lista      | Concejales          |
| Candidatura por CRS                     | Candidatura por CRS | Candidatura por CRS  | Candidatura por CRS |
| --------------------------------------- | --- | -------------------- | ------------------- |
| Conjunción Republicano-Socialista (CRS) | Antonio Cruz Ruiz Agustín Quesada Prieto Cayetano Vico López Ildefonso Moreno Biedma Pedro Fernández Hernández Baltasar López Ruiz Lucas Sanjuán Salas Ildefonso Sarmiento García Ramón Árcija Madrid Blas Duarte Ortiz Ramón Márquez Banquerí Francisco Dionisio Leiva Almagro Juan Cuadra Catena Francisco Pozas Gómez Pedro Olivares Pedro Pérez Olivares                                      | Antonio Cruz Ruiz    | 13                  |
| Candidaturas por PCC                    | |                      |                     |
| Partido de Centro Constitucional (PCC)  | Pedro Pasquau Saro Rafael Moreno Pasquau Sebastián Merino Rodríguez Baltasar Bellón Gallego Diego Díaz Madrid Tito Molina González Antonio García Molina Luis Sánchez Ruiz Nicolás Vázquez Fernández Francisco Fernández Albandoz Antonio de la Blanca de la Torre Baltasar Lara Navarrete Andrés Martínez Villar José María Dueñas Herrera José Muñoz Redondo Juan Moreno Rus Pedro Ráez Quesada | Pedro Pasquau Saro   | 12                  |
| Candidaturas por PL                     | |                      |                     |
| Partido Liberal (PL)                    | Luis Bonachera Arias Juan Valero Martínez Rafael Navajas de Castro José Lozano Diego Anguís Cuadra Pascual Miñarro Carvajal Gaspar Salas Almagro Mateo López Gómez Emilio La Moneda García Ramón Díaz Catena Felipe Ordóñez Sandoval Luis Redondo Martín Pérez Cuadra Juan Díaz Guerrero Miguel Sánchez Hidalgo Juan Fernández Madrid Eloy García Fernández                                       | Luis Bonachera Arias | 0                   |
| Candidaturas por UMN                    | |                      |                     |
| Unión Monárquica Nacional (UMN)         | Antonio Hidalgo Juan Ramón de la Cuadra Rafael Bédmar |                      | 0                   |
| Candidaturas independientes             | |                      |                     |
| Candidato independiente (Ind.)          | José María Orozco | José María Orozco    | 0                   |

## Investidura
Al día siguiente de proclamarse la república en Madrid, el 15 de abril se celebra un pleno extraordinario a las diecisiete horas en el salón de plenos de ayuntamiento por órdenes gubernativas de Víctor Rubio Chávarri vía telegramas, para que la corporación municipal del monárquico Ramón Díaz Catena entregue la alcaldía a la comisión de republicanos y socialistas que vencieron en las elecciones del 12 de abril.

Proclamada república se hace cargo del Gobierno Civil de la Provincia el Ylmo. Sr. Presidente de la Audiencia autorizará V. manifestaciones evitando acciones y procurando mantener el orden público a toda costa. Le saludo.
Víctor Rubio Chávarri, gobernador civil de la República en la provincia de Jaén

Sírvase inmediatamente de hacer entrega de ese Ayuntamiento a comisión formada por Concejales Republicanos y Socialistas el día doce con todas las garantías necesarias encargando a dicha comisión dicte oportunas para mantener a todo trance y garantizar el respeto a las personas y propiedades requiriendo si fuese preciso el auxilio del Comandantes del Puesto de la Guardia Civil, dándome cuenta inmediatamente del cumplimiento de ésta y cuantas novedades ocurran, caso de que no hubiera concejales Republicanos y Socialistas esa Alcaldía continuará al mando del Ayuntamiento acatando bajo su más extrema responsabilidad de este Gobierno Civil. ¡Viva la República!
Víctor Rubio Chávarri, gobernador civil de la República en la provincia de Jaén

El alcalde Díaz Catena entrega el bastón de mando a Ildefonso Moreno Biedma, concejal republicano que más votos obtuvo en las elecciones municipales. Convertido en alcalde da paso a sus compañeros a tomar posesión de sus cargos en la Junta de Gobierno provisional mientras son saludados y aplaudidos por el público presente y recordando a republicanos ubetenses dedicándoles un momento de silencio. Solo se nombran 13 concejales al no asistir a este pleno los centristas. Es elegido presidente de la Junta el socialista Baltasar López Ruiz, al cual se le entrega del bastón y ejercerá de alcalde hasta que el gobierno dicte.

Señores ciudadanos, desde este momento queda declarada oficialmente en Úbeda la República. Este acto es sencillo como todos los que estamos celebrando.
Baltasar López Ruíz, concejal del PSOE y alcalde provisional de Úbeda

| Grupo Político                          | Cargo      | Concejal                   | Partido político                         | Notas                |
| --------------------------------------- | ---------- | -------------------------- | ---------------------------------------- | -------------------- |
| Conjunción Republicano-Socialista (CRS) | Presidente | Baltasar López Ruiz        | Partido Socialista Obrero Español (PSOE) | Alcalde provisional. |
| Conjunción Republicano-Socialista (CRS) | Vocal      | Cristóbal Molina Cabrera   | Partido Socialista Obrero Español (PSOE) |                      |
| Conjunción Republicano-Socialista (CRS) | Vocal      | Ildefonso Moreno Biedma    | Partido Republicano Radical (PRR)        |                      |
| Conjunción Republicano-Socialista (CRS) | Vocal      | Antonio Cruz Ruiz          | Partido Socialista Obrero Español (PSOE) |                      |
| Conjunción Republicano-Socialista (CRS) | Vocal      | Cayetano Vico López        | Acción Republicana (AR)                  |                      |
| Conjunción Republicano-Socialista (CRS) | Vocal      | Juan Cuadra Catena         | Acción Republicana (AR)                  |                      |
| Conjunción Republicano-Socialista (CRS) | Vocal      | Agustín Quesada Prieto     | Partido Socialista Obrero Español (PSOE) |                      |
| Conjunción Republicano-Socialista (CRS) | Vocal      | Pedro Fernández Hernández  | Derecha Liberal Republicana (DLR)        |                      |
| Conjunción Republicano-Socialista (CRS) | Vocal      | Lorenzo Juan Ruiz          | Partido Socialista Obrero Español (PSOE) |                      |
| Conjunción Republicano-Socialista (CRS) | Vocal      | Ildefonso Sarmiento García | Partido Socialista Obrero Español (PSOE) |                      |
| Conjunción Republicano-Socialista (CRS) | Vocal      | Blas Duarte Ortiz          | Partido Socialista Obrero Español (PSOE) |                      |
| Conjunción Republicano-Socialista (CRS) | Vocal      | Pedro Pérez Olivares       | Acción Republicana (AR)                  |                      |
| Conjunción Republicano-Socialista (CRS) | Vocal      | Francisco Pozas Gómez      | Partido Socialista Obrero Español (PSOE) |                      |

Durante todo el proceso de investidura se toma cuenta del respeto y total serenidad en la que discurre el evento, destacando también la caballerosidad del destronado rey Alfonso XIII por dar paso a la República en un ambiente de paz.

... conste en acta, un respetuoso saludo de despedida al Ex-Rey Don Alfonso de Borbón, que con hidalguía y caballera conducta, ante la mayoría de opinión antimonárquica, abandonando el territorio nacional sin provocar disturbios ni colisiones entre monárquicos y antimonárquicos, dando con ello margen, a que se instaure la República en un ambiente de paz y serenidad digno de todo respeto.
Juan Cuadra Catena, concejal entrante por Acción Republicana.

A las 6 de la tarde queda oficialmente proclamada la Segunda República Española en Úbeda, izándose la bandera republicana en el palacio municipal ante el entusiasmo de los ubetenses que se concentraban frente al ayuntamiento. Seguidamente se formó una gran manifestación por las calles al frente de la cual iba la banda municipal de música tocando La Marsellesa mientras los manifestantes daban vivas a la República.

## Constitución del nuevo Ayuntamiento
El 18 de abril de 1931 se constituye la corporación municipal con los concejales salidos de las urnas por la Conjunción Republicano-Socialista y el Partido de Centro Constitucional que agrupaba a los partidos conservadores y monárquicos. Estos últimos concejales se ausentarían en la gran mayoría de sesiones, alegando temer por sus vidas.
| Candidato               | Votos |
| ----------------------- | ----- |
| Ildefonso Moreno Biedma | 24    |
| En blanco               | 1     |

| Grupo Político                          | Cargo    | Concejal                         | Partido político                         | Notas                                                       |
| --------------------------------------- | -------- | -------------------------------- | ---------------------------------------- | ----------------------------------------------------------- |
| Conjunción Republicano-Socialista (CRS) | Alcalde  | Ildefonso Moreno Biedma          | Partido Republicano Radical (PRR)        | Alcalde.                                                    |
| Conjunción Republicano-Socialista (CRS) | Concejal | Baltasar López Ruiz              | Partido Socialista Obrero Español (PSOE) | 1.er Teniente de Alcalde.                                   |
| Conjunción Republicano-Socialista (CRS) | Concejal | Juan Cuadra Catena               | Partido Republicano Radical (PRR)        | 2.º Teniente de Alcalde.                                    |
| Conjunción Republicano-Socialista (CRS) | Concejal | Cristóbal Molina Cabrera         | Partido Socialista Obrero Español (PSOE) | 3.er Teniente de Alcalde.                                   |
| Conjunción Republicano-Socialista (CRS) | Concejal | Antonio Cruz Ruiz                | Partido Socialista Obrero Español (PSOE) | 4.º Teniente de Alcalde. Portavoz de la minoría socialista. |
| Conjunción Republicano-Socialista (CRS) | Concejal | Blas Duarte Ortiz                | Partido Socialista Obrero Español (PSOE) | 5.º Teniente de Alcalde.                                    |
| Conjunción Republicano-Socialista (CRS) | Concejal | Agustín Quesada Prieto           | Partido Socialista Obrero Español (PSOE) | 1.er Regidor Síndico.                                       |
| Conjunción Republicano-Socialista (CRS) | Concejal | Ildefonso Sarmiento García       | Partido Socialista Obrero Español (PSOE) | 2.º Regidor Síndico.                                        |
| Conjunción Republicano-Socialista (CRS) | Concejal | Cayetano Vico López              | Acción Republicana (AR)                  |                                                             |
| Conjunción Republicano-Socialista (CRS) | Concejal | Lorenzo Juan Ruiz                | Partido Socialista Obrero Español (PSOE) |                                                             |
| Conjunción Republicano-Socialista (CRS) | Concejal | Pedro Pérez Olivares             | Acción Republicana (AR)                  |                                                             |
| Conjunción Republicano-Socialista (CRS) | Concejal | Francisco Pozas Gómez            | Partido Socialista Obrero Español (PSOE) |                                                             |
| Conjunción Republicano-Socialista (CRS) | Concejal | Pedro Fernández Hernández        | Derecha Liberal Republicana (DLR)        |                                                             |
| Conjunción Republicano-Socialista (CRS) | Concejal | Lucas Sanjuán Salas              | Derecha Liberal Republicana (DLR)        |                                                             |
| Partido de Centro Constitucional (PCC)  | Concejal | Baltasar Lara Navarrete          | Partido de Centro Constitucional (PCC)   | Portavoz de la minoría centrista.                           |
| Partido de Centro Constitucional (PCC)  | Concejal | Antonio de la Blanca de la Torre | Partido de Centro Constitucional (PCC)   |                                                             |
| Partido de Centro Constitucional (PCC)  | Concejal | Nicolás Vázquez Fernández        | Partido de Centro Constitucional (PCC)   |                                                             |
| Partido de Centro Constitucional (PCC)  | Concejal | Francisco Fernández Albandoz     | Partido de Centro Constitucional (PCC)   |                                                             |
| Partido de Centro Constitucional (PCC)  | Concejal | Andrés Martínez Villar           | Partido de Centro Constitucional (PCC)   |                                                             |
| Partido de Centro Constitucional (PCC)  | Concejal | José María Dueñas Herrera        | Partido de Centro Constitucional (PCC)   |                                                             |
| Partido de Centro Constitucional (PCC)  | Concejal | Pedro Pasquau Saro               | Partido de Centro Constitucional (PCC)   |                                                             |
| Partido de Centro Constitucional (PCC)  | Concejal | Sebastián Merino Rodríguez       | Partido de Centro Constitucional (PCC)   |                                                             |
| Partido de Centro Constitucional (PCC)  | Concejal | José Muñoz Redondo               | Partido de Centro Constitucional (PCC)   |                                                             |
| Partido de Centro Constitucional (PCC)  | Concejal | Tito Molina González             | Partido de Centro Constitucional (PCC)   |                                                             |
| Partido de Centro Constitucional (PCC)  | Concejal | Diego Díaz Madrid                | Partido de Centro Constitucional (PCC)   |                                                             |

## Corporación municipal
Desde la investidura hasta los días finales de la guerra civil eran frecuentes los enfrentamientos entre los concejales de izquierdas y derechas, inclusive dentro de la misma coalición Republicano-Socialista. También fue frecuente las ausencias, renuncias o dimisiones de alcaldes y concejales siendo sustituidos por otros, o los ataques a los concejales centristas, conservadores y tradicionalistas.

### 1931
El 7 de julio de 1931 el republicano del PRR Ildefonso Moreno Biedma dimite como alcalde de Úbeda, alegando no poder compatibilizar su vida privada y profesional con su actual cargo público, además de que son mayoría los concejales del PSOE, por lo que ellos deberían ocupar los puestos que le corresponden. En realidad fue obligado a dimitir por cometer el error de alentar a las masas a emprenderlo con los concejales conservadores a la salida de un pleno. En ese pleno extraordinario en el que no acude ningún concejal centrista por el motivo anterior, los 13 concejales asistentes eligen alcalde por unanimidad al socialista Baltasar López Ruiz en voto secreto.
| Candidato           | Votos |
| ------------------- | ----- |
| Baltasar López Ruiz | 13    |

Los concejales centristas asegurando temer por sus vidas no acuden a los plenos. Este hecho provoca que el gobernador presida el 7 de agosto la sesión plenaria para convencer a los centristas que vuelvan a sus cargos y hace responsable de su seguridad al alcalde.

Dejo en manos del Alcalde la responsabilidad de que no les pase nada a ninguno. La República ha venido para la libertad, para que cada uno piense lo que crea conveniente.
Manuel Pardo Urdapilleta, Gobernador Civil de la provincia de Jaén.

Al no conseguir convencer a los centristas, Manuel Pardo Urdapilleta como gobernador civil de la provincia de Jaén propone sustituir a seis concejales centristas por tres republicanos y tres socialistas ante los aplausos del público. Esta sustitución se realizaría el siguiente pleno extraordinario del 13 de agosto donde acuden cuatro concejales centristas.
| Grupo Político                          | Cargo             | Concejal                         | Partido político                              | Notas                                                                                      |
| --------------------------------------- | ----------------- | -------------------------------- | --------------------------------------------- | ------------------------------------------------------------------------------------------ |
| Conjunción Republicano-Socialista (CRS) | Alcalde           | Baltasar López Ruiz              | Partido Socialista Obrero Español (PSOE)      | Alcalde.                                                                                   |
| Conjunción Republicano-Socialista (CRS) | Concejal          | Cristóbal Molina Cabrera         | Partido Socialista Obrero Español (PSOE)      | 1.er Teniente de Alcalde.                                                                  |
| Conjunción Republicano-Socialista (CRS) | Concejal          | Juan Cuadra Catena               | Partido Republicano Radical (PRR)             | 2.º Teniente de Alcalde.                                                                   |
| Conjunción Republicano-Socialista (CRS) | Concejal          | Antonio Cruz Ruiz                | Partido Socialista Obrero Español (PSOE)      | 3.er Teniente de Alcalde. Portavoz de la minoría socialista. Muere el 3 de marzo de 1933.  |
| Conjunción Republicano-Socialista (CRS) | Concejal          | Blas Duarte Ortiz                | Partido Socialista Obrero Español (PSOE)      | 4.º Teniente de Alcalde. Portavoz de la minoría socialista tras la muerte de Antonio Cruz. |
| Conjunción Republicano-Socialista (CRS) | Concejal          | Cayetano Vico López              | Acción Republicana (AR)                       | 5.º Teniente de Alcalde.                                                                   |
| Conjunción Republicano-Socialista (CRS) | Concejal          | Agustín Quesada Prieto           | Partido Socialista Obrero Español (PSOE)      | 1.er Regidor Síndico.                                                                      |
| Conjunción Republicano-Socialista (CRS) | Concejal          | Ildefonso Sarmiento García       | Partido Socialista Obrero Español (PSOE)      | 2.º Regidor Síndico.                                                                       |
| Conjunción Republicano-Socialista (CRS) | Concejal          | Ildefonso Moreno Biedma          | Partido Republicano Radical (PRR)             |                                                                                            |
| Conjunción Republicano-Socialista (CRS) | Concejal          | Lorenzo Juan Ruiz                | Partido Socialista Obrero Español (PSOE)      |                                                                                            |
| Conjunción Republicano-Socialista (CRS) | Concejal          | Pedro Pérez Olivares             | Acción Republicana (AR)                       |                                                                                            |
| Conjunción Republicano-Socialista (CRS) | Concejal          | Francisco Pozas Gómez            | Partido Socialista Obrero Español (PSOE)      |                                                                                            |
| Conjunción Republicano-Socialista (CRS) | Concejal interino | Fernando Cano Aragón             | Partido Socialista Obrero Español (PSOE)      | Sustituye al centrista Antonio de la Blanca de la Torre.                                   |
| Conjunción Republicano-Socialista (CRS) | Concejal interino | Francisco Dionisio Leiva Almagro | Partido Republicano Radical Socialista (PRRS) | Sustituye al centrista Francisco Fernández Albandoz.                                       |
| Conjunción Republicano-Socialista (CRS) | Concejal interino | Bartolomé Arias Cobo             | Partido Socialista Obrero Español (PSOE)      | Sustituye al centrista Andrés Martínez Villar.                                             |
| Conjunción Republicano-Socialista (CRS) | Concejal interino | Segundo Mas Espejo               | Partido Republicano Radical Socialista (PRRS) | Sustituye al centrista Sebastián Merino Rodríguez.                                         |
| Partido Republicano Progresista (PRP)   | Concejal          | Pedro Fernández Hernández        | Partido Republicano Progresista (PRP)         | Portavoz de la minoría republicano progresista.                                            |
| Partido Republicano Progresista (PRP)   | Concejal          | Lucas Sanjuán Salas              | Partido Republicano Progresista (PRP)         |                                                                                            |
| Partido de Centro Constitucional (PCC)  | Concejal          | Baltasar Lara Navarrete          | Partido de Centro Constitucional (PCC)        | Portavoz de la minoría centrista.                                                          |
| Partido de Centro Constitucional (PCC)  | Concejal          | Nicolás Vázquez Fernández        | Partido de Centro Constitucional (PCC)        |                                                                                            |
| Partido de Centro Constitucional (PCC)  | Concejal          | José María Dueñas Herrera        | Partido de Centro Constitucional (PCC)        |                                                                                            |
| Partido de Centro Constitucional (PCC)  | Concejal          | Pedro Pasquau Saro               | Partido de Centro Constitucional (PCC)        |                                                                                            |
| Partido de Centro Constitucional (PCC)  | Concejal          | José Muñoz Redondo               | Partido de Centro Constitucional (PCC)        |                                                                                            |
| Partido de Centro Constitucional (PCC)  | Concejal          | Tito Molina González             | Partido de Centro Constitucional (PCC)        |                                                                                            |
| Partido de Centro Constitucional (PCC)  | Concejal          | Diego Díaz Madrid                | Partido de Centro Constitucional (PCC)        |                                                                                            |

### 1932
Los concejales centristas vuelven a los plenos como independientes o por el Partido Agrario y se toma la decisión de reponer los cargos que habían sido sustituidos, considerando el nuevo gobernador civil Gerardo Fontanes Portela que la decisión de su predecesor Urdapilleta fue ilegal.

### 1933
El alcalde Baltasar López Ruiz indica que su cargo le está afectando a su salud y se siente cansado, y en el pleno del 10 de mayo de 1933 expone su intención de dimitir. Todos los concejales excepto sus antiguos compañeros socialistas que le retiran la confianza alaban la gestión realizada por Baltasar López y le animan a continuar, alegando además que no puede renunciar al acta y si obtuviese los suficientes votos para ser investido alcalde de nuevo debería continuar. Es aceptada su dimisión, pero en votación secreta es elegido de nuevo alcalde en la investidura por lo 14 concejales presentes. 5 concejales del PSOE se ausentan de la votación.
| Candidato           | Votos |
| ------------------- | ----- |
| Baltasar López Ruiz | 14    |

### 1934
En febrero de 1934 el gobernador civil de la provincia de Jaén suspende de manera temporal del cargo al concejal socialista Blas Duarte Ortiz por las injurias hacia el ministro de la Gobernación —Diego Martínez Barrio— y a los concejales durante una sesión pública. Volvería a incorporarse a los plenos el 11 de mayo.
El 18 de octubre en sesión extraordinaria el alcalde Baltasar López admite estar cansado y siente no ser el más adecuado en su cargo por las derivas del gobierno de derechas de la República, decidiendo dimitir por segunda vez como alcalde. En votación secreta los concejales eligen alcalde al concejal de la CEDA José Muñoz Redondo.
| Candidato           | Votos |
| ------------------- | ----- |
| José Muñoz Redondo  | 15    |
| Lucas Sanjuán Salas | 4     |

| Grupo Político | Cargo    | Concejal                         | Partido político                                    | Notas                                                                                         |
| --- | -------- | -------------------------------- | --------------------------------------------------- | --------------------------------------------------------------------------------------------- |
| Confederación Española de Derechas Autónomas (CEDA) Partido Republicano Progresista (PRP) Partido Agrario Español (PAE) Partido Republicano Radical (PRR) Izquierda Republicana (IR) Partido Socialista Obrero Español (PSOE) | Alcalde  | José Muñoz Redondo               | Partido Agrario Español (PAE)                       | Alcalde.                                                                                      |
| Confederación Española de Derechas Autónomas (CEDA) Partido Republicano Progresista (PRP) Partido Agrario Español (PAE) Partido Republicano Radical (PRR) Izquierda Republicana (IR) Partido Socialista Obrero Español (PSOE) | Concejal | Tito Molina González             | Partido Agrario Español (PAE)                       | 1.er teniente de alcalde. Delegado de Obras y Policía Local.                                  |
| Confederación Española de Derechas Autónomas (CEDA) Partido Republicano Progresista (PRP) Partido Agrario Español (PAE) Partido Republicano Radical (PRR) Izquierda Republicana (IR) Partido Socialista Obrero Español (PSOE) | Concejal | Juan Cuadra Catena               | Partido Republicano Radical (PRR)                   | 2.º teniente de alcalde. Delegado de Beneficencia y Música.                                   |
| Confederación Española de Derechas Autónomas (CEDA) Partido Republicano Progresista (PRP) Partido Agrario Español (PAE) Partido Republicano Radical (PRR) Izquierda Republicana (IR) Partido Socialista Obrero Español (PSOE) | Concejal | Sebastián Merino Rodríguez       | Confederación Española de Derechas Autónomas (CEDA) | 3.er teniente de alcalde. Delegado de Beneficencia y Música.                                  |
| Confederación Española de Derechas Autónomas (CEDA) Partido Republicano Progresista (PRP) Partido Agrario Español (PAE) Partido Republicano Radical (PRR) Izquierda Republicana (IR) Partido Socialista Obrero Español (PSOE) | Concejal | José María Dueñas Herrera        | Partido Agrario Español (PAE)                       | 4.º teniente de alcalde. Delegado de Arbitrios y Personal. Delegado de Incendios y Alumbrado. |
| Confederación Española de Derechas Autónomas (CEDA) Partido Republicano Progresista (PRP) Partido Agrario Español (PAE) Partido Republicano Radical (PRR) Izquierda Republicana (IR) Partido Socialista Obrero Español (PSOE) | Concejal | Cayetano Vico López              | Izquierda Republicana (IR)                          | 5.º teniente de alcalde.                                                                      |
| Confederación Española de Derechas Autónomas (CEDA) Partido Republicano Progresista (PRP) Partido Agrario Español (PAE) Partido Republicano Radical (PRR) Izquierda Republicana (IR) Partido Socialista Obrero Español (PSOE) | Concejal | Pedro Pasquau Saro               | Confederación Española de Derechas Autónomas (CEDA) | Síndico. Delegado de Obras y Policía Local.                                                   |
| Confederación Española de Derechas Autónomas (CEDA) Partido Republicano Progresista (PRP) Partido Agrario Español (PAE) Partido Republicano Radical (PRR) Izquierda Republicana (IR) Partido Socialista Obrero Español (PSOE) | Concejal | Ildefonso Sarmiento García       | Partido Socialista Obrero Español (PSOE)            | Síndico.                                                                                      |
| Confederación Española de Derechas Autónomas (CEDA) Partido Republicano Progresista (PRP) Partido Agrario Español (PAE) Partido Republicano Radical (PRR) Izquierda Republicana (IR) Partido Socialista Obrero Español (PSOE) | Concejal | Ildefonso Moreno Biedma          | Partido Republicano Radical (PRR)                   | Delegado de Arbitrios y Personal.                                                             |
| Confederación Española de Derechas Autónomas (CEDA) Partido Republicano Progresista (PRP) Partido Agrario Español (PAE) Partido Republicano Radical (PRR) Izquierda Republicana (IR) Partido Socialista Obrero Español (PSOE) | Concejal | Francisco Fernández Albandoz     | Confederación Española de Derechas Autónomas (CEDA) | Delegado de Fuentes, Parques y Jardines.                                                      |
| Confederación Española de Derechas Autónomas (CEDA) Partido Republicano Progresista (PRP) Partido Agrario Español (PAE) Partido Republicano Radical (PRR) Izquierda Republicana (IR) Partido Socialista Obrero Español (PSOE) | Concejal | Antonio de la Blanca de la Torre | Partido Agrario Español (PAE)                       | Delegado de Abastos y Matadero.                                                               |
| Confederación Española de Derechas Autónomas (CEDA) Partido Republicano Progresista (PRP) Partido Agrario Español (PAE) Partido Republicano Radical (PRR) Izquierda Republicana (IR) Partido Socialista Obrero Español (PSOE) | Concejal | Lucas Sanjuán Salas              | Partido Republicano Progresista (PRP)               |                                                                                               |
| Confederación Española de Derechas Autónomas (CEDA) Partido Republicano Progresista (PRP) Partido Agrario Español (PAE) Partido Republicano Radical (PRR) Izquierda Republicana (IR) Partido Socialista Obrero Español (PSOE) | Concejal | Nicolás Vázquez Fernández        | Partido Agrario Español (PAE)                       | Delegado del Hospital.                                                                        |
| Confederación Española de Derechas Autónomas (CEDA) Partido Republicano Progresista (PRP) Partido Agrario Español (PAE) Partido Republicano Radical (PRR) Izquierda Republicana (IR) Partido Socialista Obrero Español (PSOE) | Concejal | Diego Díaz Madrid                | Confederación Española de Derechas Autónomas (CEDA) | Delegado de Fuentes, Parques y Jardines.                                                      |
| Confederación Española de Derechas Autónomas (CEDA) Partido Republicano Progresista (PRP) Partido Agrario Español (PAE) Partido Republicano Radical (PRR) Izquierda Republicana (IR) Partido Socialista Obrero Español (PSOE) | Concejal | Baltasar Lara Navarrete          | Confederación Española de Derechas Autónomas (CEDA) | Delegado de Incendios y Alumbrado.                                                            |
| Confederación Española de Derechas Autónomas (CEDA) Partido Republicano Progresista (PRP) Partido Agrario Español (PAE) Partido Republicano Radical (PRR) Izquierda Republicana (IR) Partido Socialista Obrero Español (PSOE) | Concejal | Baltasar López Ruiz              | Independiente Socialista (exPSOE)                   | Delegado de Abastos y Matadero.                                                               |
| Confederación Española de Derechas Autónomas (CEDA) Partido Republicano Progresista (PRP) Partido Agrario Español (PAE) Partido Republicano Radical (PRR) Izquierda Republicana (IR) Partido Socialista Obrero Español (PSOE) | Concejal | Cristóbal Molina Cabrera         | Partido Socialista Obrero Español (PSOE)            | Delegado de Incendios y Alumbrado.                                                            |
| Confederación Española de Derechas Autónomas (CEDA) Partido Republicano Progresista (PRP) Partido Agrario Español (PAE) Partido Republicano Radical (PRR) Izquierda Republicana (IR) Partido Socialista Obrero Español (PSOE) | Concejal | Pedro Pérez Olivares             | Izquierda Republicana (IR)                          |                                                                                               |
| Confederación Española de Derechas Autónomas (CEDA) Partido Republicano Progresista (PRP) Partido Agrario Español (PAE) Partido Republicano Radical (PRR) Izquierda Republicana (IR) Partido Socialista Obrero Español (PSOE) | Concejal | Pedro Fernández Hernández        | Izquierda Republicana (IR)                          |                                                                                               |
| Confederación Española de Derechas Autónomas (CEDA) Partido Republicano Progresista (PRP) Partido Agrario Español (PAE) Partido Republicano Radical (PRR) Izquierda Republicana (IR) Partido Socialista Obrero Español (PSOE) | Concejal | Francisco Pozas Gómez            | Partido Socialista Obrero Español (PSOE)            |                                                                                               |
| Confederación Española de Derechas Autónomas (CEDA) Partido Republicano Progresista (PRP) Partido Agrario Español (PAE) Partido Republicano Radical (PRR) Izquierda Republicana (IR) Partido Socialista Obrero Español (PSOE) | Concejal | Agustín Quesada Prieto           | Partido Socialista Obrero Español (PSOE)            |                                                                                               |
| Confederación Española de Derechas Autónomas (CEDA) Partido Republicano Progresista (PRP) Partido Agrario Español (PAE) Partido Republicano Radical (PRR) Izquierda Republicana (IR) Partido Socialista Obrero Español (PSOE) | Concejal | Blas Duarte Ortiz                | Partido Socialista Obrero Español (PSOE)            |                                                                                               |
| Confederación Española de Derechas Autónomas (CEDA) Partido Republicano Progresista (PRP) Partido Agrario Español (PAE) Partido Republicano Radical (PRR) Izquierda Republicana (IR) Partido Socialista Obrero Español (PSOE) | Concejal | Lorenzo Juan Ruiz                | Partido Socialista Obrero Español (PSOE)            |                                                                                               |

### 1935
Ante la ausencia, suspensión o dimisión de muchos de los concejales, el 23 de enero de 1935 son nombrados nuevos concejales por el gobernador civil Ramón Fernández Mato.

Vista la actuación de los concejales de ese ayuntamiento: Vico, Pérez, Quesada, Molina, Juan, Sarmiento, Duarte, Pozas, Fernández H. y Cuadra, la que no ofrece garantías para el orden público, por el artículo 189 de la Ley Municipal, los suspendo y nombro concejales interinos.
Ramón Fernández Mato, gobernador civil de la provincia de Jaén

| Grupo Político                                      | Cargo             | Concejal                         | Partido político                                    | Notas                                                                                 |
| --------------------------------------------------- | ----------------- | -------------------------------- | --------------------------------------------------- | ------------------------------------------------------------------------------------- |
| Confederación Española de Derechas Autónomas (CEDA) | Alcalde           | José Muñoz Redondo               | Confederación Española de Derechas Autónomas (CEDA) | Alcalde.                                                                              |
| Confederación Española de Derechas Autónomas (CEDA) | Concejal          | Tito Molina González             | Confederación Española de Derechas Autónomas (CEDA) | 1.er Teniente de Alcalde.                                                             |
| Confederación Española de Derechas Autónomas (CEDA) | Concejal          | Antonio de la Blanca de la Torre | Confederación Española de Derechas Autónomas (CEDA) | 2.º Teniente de Alcalde.                                                              |
| Confederación Española de Derechas Autónomas (CEDA) | Concejal          | Sebastián Merino Rodríguez       | Confederación Española de Derechas Autónomas (CEDA) | 3.er Teniente de Alcalde.                                                             |
| Confederación Española de Derechas Autónomas (CEDA) | Concejal          | José María Dueñas Herrera        | Confederación Española de Derechas Autónomas (CEDA) | 4.º Teniente de Alcalde.                                                              |
| Confederación Española de Derechas Autónomas (CEDA) | Concejal          | Nicolás Vázquez Fernández        | Confederación Española de Derechas Autónomas (CEDA) | 5.º Teniente de Alcalde.                                                              |
| Confederación Española de Derechas Autónomas (CEDA) | Concejal          | Pedro Pasquau Saro               | Confederación Española de Derechas Autónomas (CEDA) | 1.er Regidor Síndico.                                                                 |
| Confederación Española de Derechas Autónomas (CEDA) | Concejal          | Diego Díaz Madrid                | Confederación Española de Derechas Autónomas (CEDA) | 2.º Regidor Síndico.                                                                  |
| Confederación Española de Derechas Autónomas (CEDA) | Concejal          | José María Dueñas Herrera        | Confederación Española de Derechas Autónomas (CEDA) |                                                                                       |
| Partido Agrario Español (PAE)                       | Concejal          | Lucas Sanjuán Salas              | Partido Agrario Español (PAE)                       |                                                                                       |
| Partido Agrario Español (PAE)                       | Concejal interino | Jerónimo Sánchez Piqueras        | Partido Agrario Español (PAE)                       | Sustituye al socialista Francisco Pozas Gómez.                                        |
| Partido Agrario Español (PAE)                       | Concejal interino | Andrés Navarrete Orcera          | Partido Agrario Español (PAE)                       | Toma posesión el 22 de febrero de 1935. Sustituye al republicano Cayetano Vico López. |
| Partido Agrario Español (PAE)                       | Concejal interino | Luis Rojas Siles                 | Partido Agrario Español (PAE)                       | Sustituye al socialista Pedro Fernández Hernández                                     |
| Partido Agrario Español (PAE)                       | Concejal          | Bonifacio Ordóñez Quesada        | Partido Agrario Español (PAE)                       |                                                                                       |
| Partido Republicano Radical (PRR)                   | Concejal          | Ildefonso Moreno Biedma          | Partido Republicano Radical (PRR)                   |                                                                                       |
| Partido Republicano Radical (PRR)                   | Concejal interino | Rafael Navajas de Castro         | Partido Republicano Radical (PRR)                   | Sustituye al socialista Ildefonso Sarmiento García.                                   |
| Partido Republicano Radical (PRR)                   | Concejal interino | Juan Santisteban Talavera        | Partido Republicano Radical (PRR)                   | Sustituye al socialista Pedro Pérez Olivares.                                         |
| Partido Republicano Radical (PRR)                   | Concejal interino | Francisco Redondo Sevilla        | Partido Republicano Radical (PRR)                   | Sustituye al socialista Lorenzo Juan Ruiz.                                            |
| Independiente Socialista (exPSOE)                   | Concejal          | Baltasar López Ruiz              | Independiente Socialista (exPSOE)                   |                                                                                       |
|                                                     | Concejal interino | Antonio Hernández Luque          | Se desconoce afiliación                             | Sustituye al socialista Blas Duarte Ortiz.                                            |
|                                                     | Concejal interino | Emilio Gómez Díaz                | Se desconoce afiliación                             | Sustituye al socialista Cristóbal Molina Cabrera.                                     |
|                                                     | Concejal interino | Juan Ruiz Gómez                  | Se desconoce afiliación                             | Sustituye al socialista Agustín Quesada Prieto.                                       |
|                                                     | Concejal          | Juan Díaz Guerrero               | Se desconoce afiliación                             |                                                                                       |
|                                                     | Concejal          | Juan Aranda Cobo                 | Se desconoce afiliación                             |                                                                                       |

El 16 de agosto se produce la tercera sustitución de concejales ordenada por el gobernador civil cesando 6 concejales y una vacante.
| Grupo Político                                      | Cargo             | Concejal                         | Partido político                                    | Notas                                         |
| --------------------------------------------------- | ----------------- | -------------------------------- | --------------------------------------------------- | --------------------------------------------- |
| Confederación Española de Derechas Autónomas (CEDA) | Alcalde           | José Muñoz Redondo               | Confederación Española de Derechas Autónomas (CEDA) | Alcalde.                                      |
| Confederación Española de Derechas Autónomas (CEDA) | Concejal          | Tito Molina González             | Confederación Española de Derechas Autónomas (CEDA) | 1.er Teniente de Alcalde.                     |
| Confederación Española de Derechas Autónomas (CEDA) | Concejal          | Antonio de la Blanca de la Torre | Confederación Española de Derechas Autónomas (CEDA) | 2.º Teniente de Alcalde.                      |
| Confederación Española de Derechas Autónomas (CEDA) | Concejal          | Sebastián Merino Rodríguez       | Confederación Española de Derechas Autónomas (CEDA) | 3.er Teniente de Alcalde.                     |
| Confederación Española de Derechas Autónomas (CEDA) | Concejal          | José María Dueñas Herrera        | Confederación Española de Derechas Autónomas (CEDA) | 4.º Teniente de Alcalde.                      |
| Confederación Española de Derechas Autónomas (CEDA) | Concejal          | Nicolás Vázquez Fernández        | Confederación Española de Derechas Autónomas (CEDA) | 5.º Teniente de Alcalde.                      |
| Confederación Española de Derechas Autónomas (CEDA) | Concejal          | Pedro Pasquau Saro               | Confederación Española de Derechas Autónomas (CEDA) | 1.er Regidor Síndico.                         |
| Confederación Española de Derechas Autónomas (CEDA) | Concejal          | Diego Díaz Madrid                | Confederación Española de Derechas Autónomas (CEDA) | 2.º Regidor Síndico.                          |
| Confederación Española de Derechas Autónomas (CEDA) | Concejal          | José María Dueñas Herrera        | Confederación Española de Derechas Autónomas (CEDA) |                                               |
| Partido Agrario Español (PAE)                       | Concejal          | Lucas Sanjuán Salas              | Partido Agrario Español (PAE)                       |                                               |
| Partido Agrario Español (PAE)                       | Concejal interino | Jerónimo Sánchez Piqueras        | Partido Agrario Español (PAE)                       |                                               |
| Partido Agrario Español (PAE)                       | Concejal interino | Luis Rojas Siles                 | Partido Agrario Español (PAE)                       |                                               |
| Partido Agrario Español (PAE)                       | Concejal interino | Manuel Gámez Fernández           | Partido Agrario Español (PAE)                       |                                               |
| Partido Agrario Español (PAE)                       | Concejal          | Bonifacio Ordóñez Quesada        | Partido Agrario Español (PAE)                       |                                               |
| Partido Agrario Español (PAE)                       | Concejal          | Juan Díaz Guerrero               | Partido Agrario Español (PAE)                       |                                               |
| Partido Republicano Radical (PRR)                   | Concejal          | Ildefonso Moreno Biedma          | Partido Republicano Radical (PRR)                   |                                               |
| Partido Republicano Radical (PRR)                   | Concejal interino | José Garrido Uclés               | Partido Republicano Radical (PRR)                   |                                               |
| Independiente Socialista (exPSOE)                   | Concejal          | Baltasar López Ruiz              | Independiente Socialista (exPSOE)                   |                                               |
|                                                     | Concejal interino | José Vera Galises                | Se desconoce afiliación                             | Sustituye al agrario Andrés Navarrete Orcera. |
|                                                     | Concejal interino | José Conde Bandrés               | Se desconoce afiliación                             |                                               |
|                                                     | Concejal interino | Juan Almagro Molina              | Se desconoce afiliación                             |                                               |
|                                                     | Concejal interino | Juan Ruiz Gómez                  | Se desconoce afiliación                             |                                               |
|                                                     | Concejal          | Juan Aranda Cobo                 | Se desconoce afiliación                             |                                               |

### 1936
Las elecciones generales de 1936 celebradas el 16 y 23 de febrero suponen una sorpresa, al ganar la coalición de izquierdas del Frente Popular frente a la derecha que en esos momentos gobernaban el país y el Ayuntamiento de Úbeda. El día 22 de febrero a las 11 de la mañana se producen manifestaciones populares en la Casa del Pueblo de Úbeda, que recorre las calles principales —con banderas rojas y con la compañía de la banda municipal de música— cerrando negocios a su paso y dirigiéndose hacia el Ayuntamiento, haciéndose cargo de la corporación municipal los representantes del Frente Popular «por mandato del pueblo, toda vez que en esta ciudad no es posible restituir en sus funciones al Ayuntamiento elegido 12 de abril», alegó Alfonso Álvarez Álvarez, secretario de esta comisión.
| Grupo Político      | Cargo      | Concejal                  | Partido político                         | Notas |
| ------------------- | ---------- | ------------------------- | ---------------------------------------- | ----- |
| Frente Popular (FP) | Secretario | Alfonso Álvarez Álvarez   | Izquierda Republicana (IR)               |       |
| Frente Popular (FP) | Gestor     | Juan Martínez Cobo        | Partido Socialista Obrero Español (PSOE) |       |
| Frente Popular (FP) | Gestor     | José Salido Pérez         | Partido Socialista Obrero Español (PSOE) |       |
| Frente Popular (FP) | Gestor     | José Expósito Martínez    | Izquierda Republicana (IR)               |       |
| Frente Popular (FP) | Gestor     | Pedro Campos Fernández    | Se desconoce afiliación                  |       |
| Frente Popular (FP) | Gestor     | Agustín Melgares Martínez | Se desconoce afiliación                  |       |
| Frente Popular (FP) | Gestor     | Pedro Campos Fernández    | Se desconoce afiliación                  |       |

A los pocos días el 28 de febrero y por orden del delegado gubernativo de la provincia, Gastón Aliaga Mena, cesan todos los concejales y se constituye una comisión gestora en el ayuntamiento compuesta por las fuerzas políticas del Frente Popular. En votación secreta y con 16 votos es investido presidente de la junta el socialista Blas Duarte contra Juan Vega Cózar de Izquierda Republicana con 1 voto.
| Candidato         | Votos |
| ----------------- | ----- |
| Blas Duarte Ortiz | 16    |
| Juan Vega Cózar   | 1     |

| Grupo Político      | Cargo          | Concejal                         | Partido político                         | Notas                                                |
| ------------------- | -------------- | -------------------------------- | ---------------------------------------- | ---------------------------------------------------- |
| Frente Popular (FP) | Presidente     | Blas Duarte Ortiz                | Partido Socialista Obrero Español (PSOE) | Alcalde provisional.                                 |
| Frente Popular (FP) | Vicepresidente | Juan Martínez Cobo               | Partido Socialista Obrero Español (PSOE) |                                                      |
| Frente Popular (FP) | Gestor         | Lorenzo Juan Ruiz                | Partido Socialista Obrero Español (PSOE) |                                                      |
| Frente Popular (FP) | Gestor         | José Martínez Cobo               | Partido Socialista Obrero Español (PSOE) |                                                      |
| Frente Popular (FP) | Gestor         | Bartolomé Arias Cobo             | Partido Socialista Obrero Español (PSOE) |                                                      |
| Frente Popular (FP) | Gestor         | Agustín Melgares Martínez        | Se desconoce afiliación                  |                                                      |
| Frente Popular (FP) | Gestor         | Pedro Campos Fernández           | Se desconoce afiliación                  |                                                      |
| Frente Popular (FP) | Gestor         | Joaquín Chamorro Pulido          | Izquierda Republicana (IR)               |                                                      |
| Frente Popular (FP) | Gestor         | Fernando Cano Aragón             | Partido Socialista Obrero Español (PSOE) |                                                      |
| Frente Popular (FP) | Gestor         | José Salido Pérez                | Partido Socialista Obrero Español (PSOE) |                                                      |
| Frente Popular (FP) | Gestor         | Francisco Dionisio Leiva Almagro | Partido Comunista de España (PCE)        |                                                      |
| Frente Popular (FP) | Gestor         | Juan Vega Cózar                  | Izquierda Republicana (IR)               |                                                      |
| Frente Popular (FP) | Gestor         | Juan Manuel Moreno               | Se desconoce afiliación                  |                                                      |
| Frente Popular (FP) | Gestor         | Miguel Martos Luque              | Se desconoce afiliación                  |                                                      |
| Frente Popular (FP) | Gestor         | Francisco Almansa Sánchez        | Izquierda Republicana (IR)               |                                                      |
| Frente Popular (FP) | Gestor         | Miguel Quesada Moreno            | Unión Republicana (UR)                   |                                                      |
| Frente Popular (FP) | Gestor         | Félix Benito Bermúdez            | Unión Republicana (UR)                   |                                                      |
| Frente Popular (FP) | Gestor         | Alfonso Álvarez Álvarez          | Izquierda Republicana (IR)               | Perteneció a la gestora hasta el 2 de marzo de 1936. |
| Frente Popular (FP) | Gestor         | José Expósito Martínez           | Izquierda Republicana (IR)               | Perteneció a la gestora hasta el 2 de marzo de 1936. |

El 17 de julio se produciría el alzamiento nacional por una parte del ejército que desembocaría en una guerra civil, manteniéndose Úbeda fiel a la República hasta acabada la guerra. Durante la duración del conflicto la ciudad no sufrió ningún combate ni tampoco bombardeos por la aviación nacional, pero si sufriría las acusaciones entre vecinos, persecución política y el revanchismo, unidos a los delitos de sangre y ejecuciones sin juicios por parte de milicianos anarquistas. Como el ocurrido la noche del 30 al 31 de julio, cuando milicianos armados de CNT entraron por la fuerza sin que las autoridades republicanas ni la alcaldía de Úbeda hiciese nada para impedirlo en la Cárcel de Partido de Úbeda, donde desde comenzada la guerra civil se encontraban detenidos afines a la falange y a los partidos de derechas, entre ellos 5 componentes de la anterior corporación municipal —3 de derechas, 1 republicano y el anterior alcalde socialista Baltasar López—. Los milicianos liberan a los presos que no se atrevían a salir temiéndose lo peor, siendo encañonados por los milicianos son obligados a salir de la prisión. Al salir los presos por la puerta de la cárcel serían asesinados ametrallados, sólo salvándose 3 que perdonan la vida. Estas escenas salvajes se repetirían durante todo el conflicto entre ambos bandos en muchos municipios españoles. 
Las iglesias fueron saqueadas y destrozada la imaginería religiosa y artística usándose los templos como garajes de vehículos y maquinaria de guerra. Obras escultóricas como el San Juanito, única obra conocida de Miguel Ángel en España fue destruida y quemada en un ataque iconoclasta en la Sacra Capilla del Salvador.

### 1937
De nuevo la comisión gestora fue cesada por el delegado gubernativo y nombrados nuevos concejales el 25 de agosto de 1937, formándose por partidos y sindicatos del Frente Popular, volviendo a ser presidida por Blas Duarte como alcalde por 16 votos a favor. Durante 1937 hasta 1939 serán frecuentes los ceses varios integrantes de la comisión municipal permanente de sus puestos para cumplir servicio militar por la República.
| Grupo Político      | Cargo     | Concejal                         | Partido político                         | Notas |
| ------------------- | --------- | -------------------------------- | ---------------------------------------- | --- |
| Frente Popular (FP) | Alcalde   | Blas Duarte Ortiz                | Partido Socialista Obrero Español (PSOE) | Alcalde-presidente |
| Frente Popular (FP) | Consejero | Fernando Cano Aragón             | Unión General de Trabajadores (UGT)      | 1.er teniente de alcalde.                                                                                                |
| Frente Popular (FP) | Consejero | José Mora Carmona                | Partido Comunista de España (PCE)        | 2.º teniente de alcalde.                                                                                                 |
| Frente Popular (FP) | Consejero | Francisco Dancausa Alameda       | Izquierda Republicana (IR)               | 3.er teniente de alcalde. Abandona para incorporarse al Ejército Republicano.                                            |
| Frente Popular (FP) | Consejero | Bartolomé Arias Cobo             | Partido Socialista Obrero Español (PSOE) | 4.º teniente de alcalde.                                                                                                 |
| Frente Popular (FP) | Consejero | Arcadio Martínez Cortés          | Confederación Nacional del Trabajo (CNT) | 5.º teniente de alcalde. Abandona para incorporarse a filas el 21 de mayo de 1938 y le sustituye Juan Navarrete Barbero. |
| Frente Popular (FP) | Consejero | Juan Garrido Arévalo             | Unión General de Trabajadores (UGT)      | 1.er regidor síndico. Abandona para incorporarse a filas el 22 de julio y le sustituye Manuel Gómez Gómez.               |
| Frente Popular (FP) | Consejero | Tomás Ruiz Quesada               | Confederación Nacional del Trabajo (CNT) | Cesado el 23 de septiembre para incorporarse a filas. Le sustituye Miguel Cortés Toral el 4 de febrero del 1938.         |
| Frente Popular (FP) | Consejero | Luis López Martos                | Unión General de Trabajadores (UGT)      | |
| Frente Popular (FP) | Consejero | Antonio Deblás Olivares          | Unión General de Trabajadores (UGT)      | Abandona para incorporarse a filas el 22 de julio y le sustituye Francisco Salido Mora.                                  |
| Frente Popular (FP) | Consejero | Juan Bautista Quesada Prieto     | Unión General de Trabajadores (UGT)      | Abandona para incorporarse a filas el 22 de julio y le sustituye Francisco Murcia Reyes.                                 |
| Frente Popular (FP) | Consejero | Francisco Sevilla Cobo           | Unión General de Trabajadores (UGT)      | |
| Frente Popular (FP) | Consejero | Pedro Ogayar Moreno              | Unión General de Trabajadores (UGT)      | |
| Frente Popular (FP) | Consejero | Lorenzo Juan Ruiz                | Unión General de Trabajadores (UGT)      | |
| Frente Popular (FP) | Consejero | José Salcedo Millán              | Confederación Nacional del Trabajo (CNT) | Cesado el 23 de septiembre para incorporarse a filas. Le sustituye Francisco Ruiz Trillo el 4 de febrero del 1938.       |
| Frente Popular (FP) | Consejero | Alfonso Soriano Torralba         | Confederación Nacional del Trabajo (CNT) | |
| Frente Popular (FP) | Consejero | Lorenzo Martínez Rosillo         | Confederación Nacional del Trabajo (CNT) | |
| Frente Popular (FP) | Consejero | Francisco Dionisio Leiva Almagro | Partido Comunista de España (PCE)        | |
| Frente Popular (FP) | Consejero | Francisco Almansa Sánchez        | Izquierda Republicana (IR)               | |

### 1938
El 31 de marzo de 1938 toma posesión de concejal Antonio Sáez Millán en sustitución del consejero de UGT, Francisco Sevilla Cobo que es llamado a filas. También en mayo la Casa del Pueblo de Úbeda informa al ayuntamiento que sus compañeros concejales Juan Garrido Arévalo, Antonio Deblás Olivares y Juan Bautista Quesada abandonan el Consejo Municipal por ser llamados a filas en el Ejército Republicano y que serán sustituidos por Manuel Gómez Gómez, Francisco Salido Mora y Francisco Murcia Reyes por la Unión General de Trabajadores. De igual manera por la Confederación Nacional del Trabajo Juan Navarrete Barbero sustituye a Arcadio Martínez Cortés, incorporándose estos concejales el 21 de mayo. Blas Duarte dimite como alcalde el 4 de junio de 1938 al tener que incorporarse al Ejército Popular de la República, siendo el primer teniente de alcalde Fernando Cano Aragón el alcalde accidental. El 20 de agosto Cano Aragón sería confirmado alcalde de la ciudad.
| Grupo Político      | Cargo     | Concejal                         | Partido político                         | Notas |
| ------------------- | --------- | -------------------------------- | ---------------------------------------- | --- |
| Frente Popular (FP) | Alcalde   | Fernando Cano Aragón             | Partido Socialista Obrero Español (PSOE) | Alcalde-presidente sustituyendo a Blas Duarte.                                                                                 |
| Frente Popular (FP) | Consejero | Bartolomé Arias Cobo             | Unión General de Trabajadores (UGT)      | 1.er teniente de alcalde. |
| Frente Popular (FP) | Consejero | José Mora Carmona                | Partido Comunista de España (PCE)        | 2.º teniente de alcalde. Le sustituye su compañero de PCE Juan Madrid García el 10 de noviembre de 1938.                       |
| Frente Popular (FP) | Consejero | Francisco Dancausa Alameda       | Izquierda Republicana (IR)               | 3.er teniente de alcalde. Abandona para incorporarse a filas el 7 de diciembre de 1938 y le sustituye Miguel Mendoza Higueras. |
| Frente Popular (FP) | Consejero | Pedro Ogayar Moreno              | Partido Socialista Obrero Español (PSOE) | 4.º teniente de alcalde. |
| Frente Popular (FP) | Consejero | Alfonso Soriano Torralba         | Confederación Nacional del Trabajo (CNT) | 5.º teniente de alcalde. |
| Frente Popular (FP) | Consejero | Manuel Gómez Gómez               | Unión General de Trabajadores (UGT)      | Abandona para incorporarse a filas. Le sustituye su compañero de UGT Pedro Ruiz Rojas el 11 de octubre de 1938.                |
| Frente Popular (FP) | Consejero | Juan Navarrete Barbero           | Confederación Nacional del Trabajo (CNT) | |
| Frente Popular (FP) | Consejero | Miguel Cortés Toral              | Confederación Nacional del Trabajo (CNT) | Abandona para incorporarse a filas. Le sustituye su compañero de CNT Antonio Cánova Román el 19 de noviembre de 1938.          |
| Frente Popular (FP) | Consejero | Luis López Martos                | Unión General de Trabajadores (UGT)      | |
| Frente Popular (FP) | Consejero | Francisco Salido Mora            | Unión General de Trabajadores (UGT)      | |
| Frente Popular (FP) | Consejero | Francisco Murcia Reyes           | Unión General de Trabajadores (UGT)      | |
| Frente Popular (FP) | Consejero | Antonio Sáez Millán              | Unión General de Trabajadores (UGT)      | Abandona para incorporarse a filas. Le sustituye su compañero de UGT Blas Barbero Muñoz el 11 de octubre de 1938.              |
| Frente Popular (FP) | Consejero | Ramón Árcija Madrid              | Unión General de Trabajadores (UGT)      | |
| Frente Popular (FP) | Consejero | Lorenzo Juan Ruiz                | Unión General de Trabajadores (UGT)      | |
| Frente Popular (FP) | Consejero | Francisco Ruiz Trillo            | Confederación Nacional del Trabajo (CNT) | Abandona para incorporarse a filas. Le sustituye su compañero de CNT Luis Redondo Crespo el 19 de noviembre de 1938.           |
| Frente Popular (FP) | Consejero | Lorenzo Martínez Rosillo         | Confederación Nacional del Trabajo (CNT) | Abandona para incorporarse a filas. Le sustituye su compañero de CNT Juan García Pérez el 11 de octubre de 1938.               |
| Frente Popular (FP) | Consejero | Francisco Dionisio Leiva Almagro | Partido Comunista de España (PCE)        | |
| Frente Popular (FP) | Consejero | Francisco Almansa Sánchez        | Izquierda Republicana (IR)               | Abandona para incorporarse a filas el 7 de diciembre de 1938 y le sustituye Francisco Martos Patón.                            |

Fernando Cano Aragón deja la alcaldía el 30 de diciembre de 1938, haciéndose cargo de ella el que fuese su primer teniente de alcalde, Bartolomé Arias Cobo.

### 1939
Desplomándose la II República Española y en los últimos días de la guerra, la corporación municipal del Frente Popular huye ante la pronta llegada de las tropas nacionales a la ciudad que durante todo el conflicto fue zona roja. Ante el vacío de poder dejado en el ayuntamiento por estar sus concejales huidos o presos, un grupo de falangistas y derechistas se hace cargo temporalmente de la gestión municipal, encabezada por el que fue el último alcalde de la Unión Patriótica durante la dictablanda de Berenguer, Guillermo Rojas Galey, hasta la llegada de las tropas nacionales a Úbeda, cosa que ocurrió el 29 de marzo de 1939.

El 1 de abril, ya habiéndose rendido la República, se organizó una comisión gestora nombrada por el teniente auditor de guerra de la plaza de Úbeda, José Luis Sánchez Fernández en nombre del general jefe del cuerpo del Ejército del Sur, estando formada mayoritariamente por miembros falangistas y cedistas. Oficialmente Úbeda se encontraba ya bajo la dictadura del general Franco. Esta junta estaba presidida por el que fuese concejal cedista hasta 1935, Baltasar Lara Navarrete que ya se encontraba afiliado a Falange, y se mantuvo como alcalde hasta el 9 de agosto del mismo año, que fue cesado para nombrar en la alcaldía a Alfonso Higueras Rojas.
| Grupo Político      | Cargo      | Concejal                     | Partido político                                    | Notas |
| ------------------- | ---------- | ---------------------------- | --------------------------------------------------- | ----- |
| Movimiento Nacional | Presidente | Baltasar Lara Navarrete      | Falange Española Tradicionalista (FET-JONS)         |       |
| Movimiento Nacional | Concejal   | Francisco Fernández Martínez | Falange Española Tradicionalista (FET-JONS)         |       |
| Movimiento Nacional | Concejal   | José Lozano Rodríguez        | Sin afiliación                                      |       |
| Movimiento Nacional | Concejal   | Gregorio Albandoz Ruiz       | Confederación Española de Derechas Autónomas (CEDA) |       |
| Movimiento Nacional | Concejal   | Pedro Sola Muñoz             | Sin afiliación                                      |       |
| Movimiento Nacional | Concejal   | Joaquín Ruiz Campos          | Confederación Española de Derechas Autónomas (CEDA) |       |
| Movimiento Nacional | Secretario | Mateo Rubio Roa              | Sin afiliación                                      |       |

A partir de aquí todos los sucesivos alcaldes y concejales serían por nombramiento gubernativo y pertenecientes al partido único que gobernaba España. En 1945 el estado dispuso una nueva ley de administración local y desde 1948 hasta la muerte de Franco en 1975 se celebrarían elecciones municipales por los tres tercios para elegir concejales, formado por el tercio familiar entre los cabezas de familia del municipio, el tercio sindical en representación del Sindicato Vertical, y el tercio corporativo por elección entre profesionales y entidades económicas y que era propuesta del gobernador civil al ayuntamiento.
No se volverían a celebrar elecciones municipales democráticas y multipartidistas en Úbeda hasta el 3 de abril de 1979.

### Citas
1. ↑  Álvarez Rey, 2010, pp. 66-68.
2. ↑  La Libertad (14 de abril de 1931). «El Triunfo en toda España. En Jaén». La Libertad (3453) (Madrid). p. 8. ISSN 9968-4942. Consultado el 11 de enero de 2017.
3. 1 2  Herrador Marín, Pedro Mariano (2007). «1931, La II República...» (PDF). Nuestras Cofradías en el siglo XX. Tomo 1: 1896 –1936. Úbeda: Asociación Cultural Ubetense Alfredo Cazabán Laguna. p. 285. ISBN 978-84-611-7246-7.
4. 1 2  La Provincia (14 de abril de 1931). «Las elecciones municipales en Úbeda». La Provincia (2838) (Úbeda). p. 2. Consultado el 16 de enero de 2017.
5. ↑  La Provincia (9 de abril de 1931). «Nota política». La Provincia (2834) (Úbeda). p. 2. Consultado el 16 de enero de 2017.
6. ↑  Checa Godoy, María del Carmen (Septiembre de 2007). «Unión Republicana en la provincia de Jaén (1934-1939)» (PDF). Elucidario: Seminario bio-bibliográfico Manuel Caballero Venzalá (4): 202-203. ISSN 1885-9658. Consultado el 16 de enero de 2017.
7. 1 2 3  Torres Navarrete, Ginés de la Jara (2005). «Proclamación de la II República» (PDF). Historia de Úbeda en sus Documentos (Úbeda: Asociación Cultural Ubetense Alfredo Cazabán Laguna). Tomo I: 466. ISBN 84-609-7092-2. Consultado el 8 de marzo de 2015.
8. ↑  El Imparcial (15 de abril de 1931). «La proclamación de la República en provincias. En Úbeda.». El Imparcial (22 088) (Madrid). p. 6. ISSN 2171-0244. Consultado el 12 de enero de 2017.
9. 1 2 3  López, Meli. «1.ª sustitución de Concejales por el Gobernador». Baltasar López Ruiz. Consultado el 13 de enero de 2017.
10. ↑  López, Meli. «Plenos de toma de posesión tras las Elecciones Municipales de 1931». Baltasar López Ruiz. Consultado el 13 de enero de 2017.
11. 1 2  López, Meli. «Biografía». Baltasar López Ruiz. Consultado el 14 de enero de 2017.
12. ↑  López, Meli. «Dimisión de Moreno Biedma y elección de Baltasar». Baltasar López Ruiz. Consultado el 13 de enero de 2017.
13. ↑  Tarifa Fernández, Adela (2011).  Instituto de Estudios Giennenses, ed. El humanista ubetense Juan Pasquau Guerrero y su época (PDF). Colección «Investigación». Jaén: Diputación Provincial de Jaén. p. 137. ISBN 978-84-92876-15-0. Consultado el 10 de mayo de 2015.
14. ↑  Torres Navarrete, Ginés de la Jara (2005). «Se quiebra la concordia y comienzan las desavenencias» (PDF). Historia de Úbeda en sus Documentos (Úbeda: Asociación Cultural Ubetense Alfredo Cazabán Laguna). Tomo I: 455. ISBN 84-609-7092-2. Consultado el 8 de marzo de 2015.
15. ↑  López, Meli. «Vuelta de los Concejales "centristas"». Baltasar López Ruiz. Consultado el 13 de enero de 2017.
16. 1 2  López, Meli. «Primera renuncia al cargo: 10 de mayo de 1933». Baltasar López Ruiz. Consultado el 14 de mayo de 2017.
17. ↑  El Siglo Futuro (10 de febrero de 1934). «Concejal socialista destituido». El Siglo Futuro (8138) (Madrid). p. 2. ISSN 1130-8494. Consultado el 12 de enero de 2017.
18. ↑  López, Meli. «La Sublevación de la CNT (1933): Duarte estalla e insulta al Gobierno y a los Concejales». Baltasar López Ruiz. Consultado el 13 de enero de 2017.
19. 1 2 3 4  López, Meli. «Cascada de dimisiones y ausencias republicano-socialistas». Baltasar López Ruiz. Consultado el 13 de enero de 2017.
20. 1 2  La Provincia (18 de octubre de 1934). «Ayuntamiento». La Provincia (3847) (Úbeda). p. 2. Consultado el 15 de enero de 2017.
21. 1 2  Vida Nueva (22 de octubre de 1934). «Vida Municipal». Semanario Vida Nueva (173). p. 1. Consultado el 18 de enero de 2017.
22. 1 2  López, Meli. «2.ª sustitución de Concejales por el Gobernador». Baltasar López Ruiz. Consultado el 13 de enero de 2017.
23. ↑  Vida Nueva (11 de febrero de 1935). «Vida municipal». Semanario Vida Nueva (189) (Úbeda). p. 4. Consultado el 16 de enero de 2017.
24. ↑  El Imparcial (4 de enero de 1933). «El nuevo comité radical» (PDF). El Imparcial (22 968) (Madrid). p. 8. Consultado el 18 de enero de 2017.
25. 1 2  La Vanguardia (23 de febrero de 1936). «Manifestación popular en Úbeda» (PDF). La Vanguardia (22 450) (Jaén). p. 28. ISSN 1133-4835. Consultado el 11 de febrero de 2017.
26. 1 2  López, Meli. «Victoria del Frente Popular: cese de todos los concejales y constitución de la Comisión Gestora». Baltasar López Ruiz. Consultado el 24 de julio de 2017.
27. ↑  García, Ángeles (31 de marzo de 2015). «La escultura ‘San Juanito’ de Miguel Ángel cobra vida en el Prado». El País. Consultado el 17 de enero de 2017.
28. ↑  Checa Godoy, María del Carmen (Septiembre de 2007). «Unión Republicana en la provincia de Jaén (1934-1939)» (PDF). Elucidario: Seminario bio-bibliográfico Manuel Caballero Venzalá (4): 213. ISSN 1885-9658. Consultado el 16 de enero de 2017.